# Gigi Reder
Gigi Reder (né Luigi Schroeder) est un acteur italien né le 25 mars 1928 à Naples en Italie et mort à Rome le 8 octobre 1998.

## Biographie
D'origine allemande, il s'inscrit, sans jamais terminer ses études, à l'Université de Naples qu'il quitte pour aller vivre à Rome où il commence à travailler pour des stations de radio en tant que présentateur et acteur de théâtre radiophonique. Puis il débute sur scène en tant qu'acteur dans des représentations théâtrales dialectales puis en travaillant avec des acteurs plus célèbres comme Peppino De Filippo, Turi Ferro, Mario Scaccia et Giorgio Albertazzi. Ensuite il participe à de nombreux films, souvent comiques, auxquels il doit sa célébrité. Notamment il est connu en Italie pour son rôle de "geometra Filini" dans la série de films de grand succès dont Fantozzi a été le premier. En dehors de Fantozzi, avec Paolo Villaggio il a formé un couple d'acier pendant de nombreuses années.

## Filmographie
- 1950 : 47 morto che parla de Carlo Ludovico Bragaglia
- 1950 : Bellezze in bicicletta de Carlo Campogalliani : un soldat
- 1951 : Una bruna indiavolata (en) de Carlo Ludovico Bragaglia : un serveur
- 1951 : Stasera sciopero (en) de Mario Bonnard : Pellecchia
- 1952 : Carica eroica de Francesco De Robertis
- 1953 : Canzone appassionata de Giorgio Simonelli : un touriste
- 1953 : Pain, Amour et Fantaisie de Luigi Comencini : Ricuccio
- 1953 : Station Terminus de Vittorio De Sica
- 1954 : L'Or de Naples de Vittorio De Sica : un ami du veuf
- 1954 : Pain, Amour et Jalousie de Luigi Comencini : Ricuccio
- 1955 : Les Amoureux de Mauro Bolognini : Annibale
- 1955 : La Belle de Rome de Luigi Comencini : Luigi
- 1958 : Anna de Brooklyn de Vittorio De Sica : Berardo
- 1959 : La cento chilometri de Giulio Petroni : un coureur (no 15)
- 1959 : Ferdinand Ier, roi de Naples (Ferdinando I, re di Napoli) de Gianni Franciolini
- 1959 : Le Veuf de Dino Risi : l'avocat Girondi
- 1961 : Fra' Manisco cerca guai (it) d'Armando William Tamburella : Franceschiello
- 1961 : Mina... fuori la guardia (it) d'Armando William Tamburella
- 1970 : Le castagne sono buone de Pietro Germi : présentateur de télévision
- 1970 : Cerca di capirmi (it) de Mariano Laurenti
- 1971 : La Califfa d'Alberto Bevilacqua : serveur
- 1971 : Ma che musica maestro! (it) de Mariano Laurenti : Benedetto
- 1975 : Fantozzi de Luciano Salce : Filini
- 1976 : Il secondo tragico Fantozzi de Luciano Salce : Silvio Filini
- 1977 : Il... Belpaese de Luciano Salce : Alfredo
- 1978 : Mon nom est Bulldozer de Michele Lupo : Curatolo
- 1978 : Où es-tu allé en vacances ? de Mauro Bolognini, Luciano Salce et Alberto Sordi : Panunti
- 1979 : Rag. Arturo De Fanti, bancario precario (it) de Luciano Salce : Willy
- 1980 : Café express de Nanni Loy : Antonio Cammarota
- 1980 : Fantozzi contro tutti de Paolo Villaggio : Filini
- 1981 : Fracchia la belva umana de Neri Parenti : mère du criminel la belva umana
- 1981 : L'onorevole con l'amante sotto il letto (en) de Mariano Laurenti : Monseigneur
- 1981 : Ensemble, c'est un bordel... séparés, un désastre (Quando la coppia scoppia) de Steno : Piergiorgio Martini
- 1982 : Vieni avanti cretino de Luciano Salce : l'ingenieur
- 1982 : Gian Burrasca (it) de Pier Francesco Pingitore : le président
- 1982 : Il tifoso, l'arbitro e il calciatore (it) de Pier Francesco Pingitore : Pecorazzi
- 1983 : Fantozzi subisce ancora de Neri Parenti : Renzo Silvio Filini
- 1983 : Champagne in paradiso (it) d'Aldo Grimaldi : principal de l'école
- 1983 : Sfrattato cerca casa equo canone (it) de Pier Francesco Pingitore : Pellecchia
- 1984 : Mi faccia causa de Steno : avocat
- 1985 : Fracchia contro Dracula de Neri Parenti : Filini
- 1985 : Superfantozzi de Neri Parenti : Filini
- 1986 : Grandi magazzini de Franco Castellano et Giuseppe Moccia : Nardini
- 1988 : Fantozzi va in pensione de Neri Parenti : Filini
- 1990 : Fantozzi alla riscossa de Neri Parenti : Filini
- 1993 : La Grande Citrouille de Francesca Archibugi : Turati
- 1993 : Fantozzi in paradiso de Neri Parenti : Filini
- 1996 : Fantozzi - Il ritorno de Neri Parenti : Filini